# Лях, Яков Иванович
Яков Иванович Лях (13 апреля 1914, Дубина, Полтавская губерния — 13 марта 1977, Севастополь) — советский колхозник. Герой Социалистического Труда (1966). Работник совхоза «Золотая балка». Участник Великой Отечественной войны. Член КПСС (1959).

## Биография
Родился 13 апреля 1914 года в селе Дубины Кобелякского уезда Полтавской губернии в семье крестьянина. Окончил 6 классов в семилетней школе.
Начал трудовую деятельность в 16 лет, работая с 1930 года в колхозах Полтавской и Воронежской областей. Прошёл срочную службу в рядах Красной армии. Во время Великой Отечественной войны с 1942 по 1944 год сражался на Северо-Западном фронте. Трижды получал ранения. После демобилизации из-за ранений приехал в Крым в качестве переселенца.
В 1944 году стал бригадиром колхоза им. В. Чкалова (позже колхоз «Красный Октябрь») в селе Подгорное, где занимался табаководством.
С 1951 по 1969 год работал в совхозе «Профинтерн» (позднее — «Золотая балка»), где прошёл путь от рабочего до руководителя виноградарской бригады. Яков Лях стал первым в пригородных севастопольских хозяйствах, кто начал использовать механизированные приспособления для обработки междурядий, что позволило повысить производительность труда в два раза. Добился высокой урожайности винограда, который давал с одного гектара 100 центнеров ягоды. Неоднократно участвовал в Выставках достижений народного хозяйства.
В 1966 году году Лях был удостоен звания Герой Социалистического Труда.
Состоял в коммунистической партии с 1959 года. Неоднократно избирался депутатом Балаклавского районного Совета депутатов трудящихся (1957—1974). Являлся членом бюро Балаклавского райкома Компартии Украины. Окончил двухгодичную Коммунистическую школу мастеров и бригадиров при Севастопольском горкоме КПУ (1962). Внештатный корреспондент газеты «Слава Севастополя».
Скончался 13 марта 1977 года в Севастополе. Похоронен на кладбище Кальфа.

## Награды и звания
- Герой Социалистического Труда (1966)[2]

- Орден Ленина (1958, 1966)[2]
- Медаль «За доблестный труд в Великой Отечественной войне 1941—1945 гг.» (1948)[3]
- Отличник социалистического соревнования Украинской ССР[3]
- Мастер виноградарства и садоводства (1950-е)[3]
- Знатный садовод и виноградарь Украины (1961)[3]